# 761

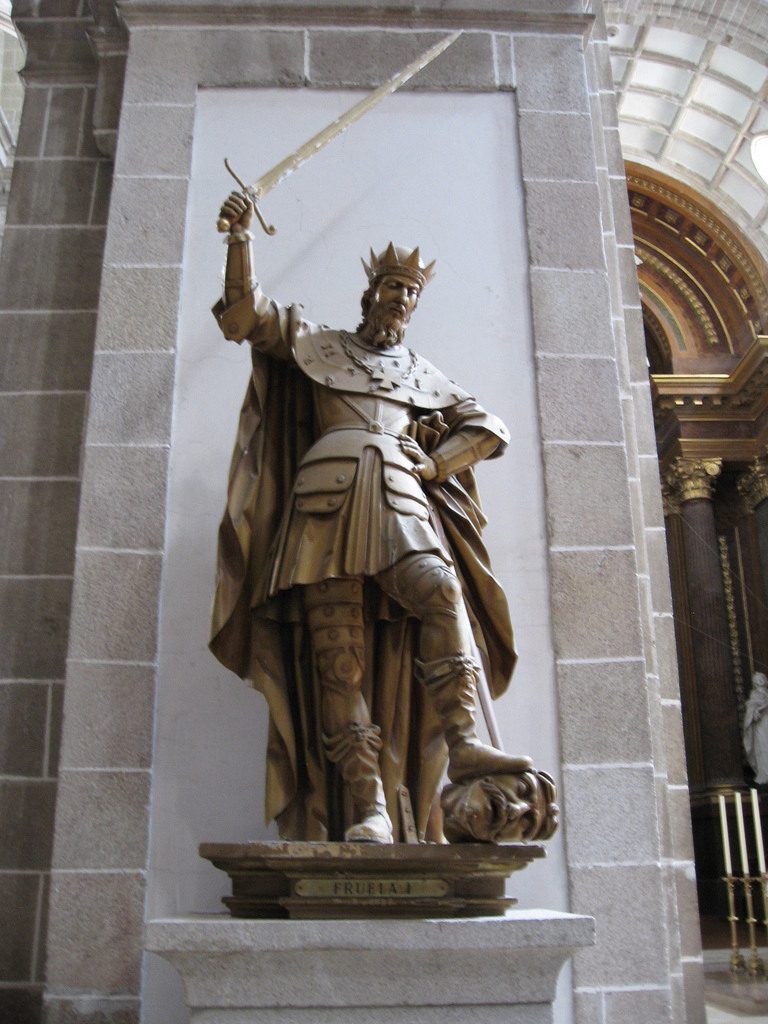
Koning Fruela I van Asturië (722-768)

Het jaar 761 is het 61e jaar in de 8e eeuw volgens de christelijke jaartelling.

## Gebeurtenissen

### Europa
- De Franken onder leiding van koning Pepijn III ("de Korte") vallen Aquitanië binnen en verwoesten de stad Clermont-Ferrand (Auvergne). Pepijn schenkt, onder bedreiging van excommunicatie, grote sommen geld voor de herbouw van de kerk.
- 25 november - Koning Fruela I van Asturië sticht de stad Oviedo (Noord-Spanje). De benedictijnse monniken Máximo en Fromestano bouwen een kerk ter ere van de heilige Vincentius.

## Overleden
- 23 december - Gaubald, bisschop van Regensburg
- Milo van Trier, Frankisch bisschop (waarschijnlijke datum)
- 18 december - Wunibald (60), Angelsaksisch missionaris